# Les Wallace
Les Wallace (* 22. Februar 1962 in Forres) ist ein schottischer Dartspieler, der in den 1990er- und 2000er-Jahren bei der British Darts Organisation (BDO) antrat und 1997 BDO-Weltmeister wurde. Aktuell nimmt er an Turnieren der World Seniors Darts (WSD) teil. Sein Spitzname „McDanger“ rührt daher, dass er bei Spielen regelmäßig in einem traditionellen Kilt auftritt.

## Leben
Wallace kam mehrfach mit dem Gesetz in Konflikt. Im Jahr 1996 wurde er gerichtlich mit einer Geldstrafe von 210 £ belegt und von der BDO für 12 Monate gesperrt, da er mit zu viel Promille am Steuer saß, keine entsprechende Versicherung hatte und nicht anhielt.
1999 zog er sich wegen Alkoholproblemen aus der Öffentlichkeit zurück. Dennoch gab es weitere Verstöße des vierfachen Vaters. Im Februar 2001 wurde er etwa zu einer zweiwöchigen Bewährungsstrafe verurteilt, da sich Schulden aus der Gemeindesteuer in Höhe von 778,73 £ angehäuft hatten. Er schuldete das Geld dem Stadtrat von Southampton für den Zeitraum vom 1. April 1997 bis zum 31. Mai 2000. Wegen finanzieller Probleme konnte er sich die Zahlung nicht leisten und musste eine zweiwöchige Ersatzhaft verbüßen.
Später im Jahr 2001 erhielt er nach erneuter Missachtung der Verkehrsregeln eine viermonatige Gefängnisstrafe. Neben der Freiheitsstrafe erhielt er ein dreijähriges Fahrverbot.
Vor Gericht gab sein Rechtsanwalt Charles Thomas später zu Wallace’ Verteidigung an, dessen Leben habe sich dramatisch geändert, nachdem seine Frau Carol ihre vier Tage alten Zwillinge verlor. Dies habe zum Scheitern der Beziehung und weiter vermehrtem Alkoholkonsum geführt.

## Karriere

### Erfolge (1993–1998)
Seinen ersten Auftritt auf der Bühne hatte Wallace bereits 1993, als er das Finale des World Masters erreichen konnte, das er gegen Steve Beaton verlor. Das Debüt bei der BDO-Weltmeisterschaft folgte 1995. Dort verlor er jedoch in der ersten Runde gegen Raymond van Barneveld. 1996 erreichte er bereits das Halbfinale, wo er  gegen den seinerzeit amtierenden Weltmeister Richie Burnett unterlag.
Ein Jahr später schlug seine große Stunde. Zuerst revanchierte er sich mit einem 3:2-Sieg bei van Barneveld, um anschließend mit Siegen über Mervyn King und Marshall James den Titel zu erringen. Er war somit der erste und bis heute neben Mark Webster einzige Linkshänder, der sich Weltmeister im Steeldarts nennen durfte. Danach konnte er allerdings nur noch zwei weitere Spiele bei dem Turnier gewinnen. So unterlag er 1998 etwa als Titelverteidiger Steve Beaton. Im gleichen Jahr sicherte er sich dafür noch seinen zweiten großen BDO/WDF-Titel, indem er sich im Finale des World Masters gegen Alan Warriner-Little durchsetzen konnte.

### Karriereausklang (1999–2015)
Bei der Weltmeisterschaft 1999 hatte er im Achtelfinale Darts zum Sieg, vergab diese jedoch und verlor gegen Raymond van Barneveld. Im Laufe des Jahres zog er sich dann aus privaten Gründen aus dem professionellen Dartsport zurück, war aber dennoch bei einigen Turnieren ohne Publikum dabei. Seine letzte Weltmeisterschaft außerhalb des Seniorenbereichs spielte „McDanger“ bei der BDO-Weltmeisterschaft 2000, wobei er jedoch gegen Ritchie Davies in Runde 1 verlor. Seinen vorerst letzten öffentlichen Auftritt vor laufenden TV-Kameras erlebte Wallace im Jahr 2006, als er zur Überraschung aller Anwesenden vor dem Finale der World Darts Trophy ein Showmatch gegen Bobby George bestritt.
Ein sehr überraschendes Comeback legte Les Wallace auch 2012 hin. Aus dem Nichts nahm er an der PDC Q-School teil und erspielte am vierten Tag eine Tour Card. Er spielte sich dabei bis ins Viertelfinale. Auf der Pro Tour kam er dann aber nur einmal unter die Letzten 32. Dies reichte nicht, um die Tourkarte zu behalten. Sein letztes internationales Turnier außerhalb der Seniorentour spielte und gewann er bei den Gosport Rafa Open im Dezember 2015. Wallace spielt gelegentlich weiterhin bei der ModusDarts-Online-Liga mit.

### Comeback
Nach langer Pause erlebt man Wallace seit 2022 auf der World Seniors Darts wieder auf der Bühne. Bei der World Seniors Darts Championship 2022 unterlag Wallace in der ersten Runde gegen John Walton mit 2:3. Beim World Seniors Masters bezwang er in seinem ersten Spiel den 76-jährigen John Lowe mit 4:1, unterlag dann aber im Viertelfinale gegen den Serienweltmeister Phil Taylor.
2023 nahm Wallace erneut an der World Seniors Darts Championship teil. Er unterlag jedoch erneut in Runde eins, diesmal gegen Darryl Fitton mit 2:3.

## Weltmeisterschaftsresultate

### BDO
- 1995: 1. Runde (2:3-Niederlage gegen  Raymond van Barneveld) (Sätze)
- 1996: Halbfinale (2:5-Niederlage gegen  Richie Burnett)
- 1997: Sieger (6:3-Sieg gegen  Marshall James)
- 1998: Achtelfinale (2:3-Niederlage gegen  Steve Beaton)
- 1999: Achtelfinale (2:3-Niederlage gegen  Raymond van Barneveld)
- 2000: 1. Runde (0:3-Niederlage gegen  Ritchie Davies)

### WSDT
- 2022: 1. Runde (2:3-Niederlage gegen  John Walton)
- 2023: 1. Runde (2:3-Niederlage gegen  Darryl Fitton)

## Turnierergebnisse
| Turnier                           | 1993                       | 1994                       | 1995                       | 1996                       | 1997                       | 1998                       | 1999                       | 2000                       | ......            | 2003              | ......            | 2022              | 2023              |
| --------------------------------- | -------------------------- | -------------------------- | -------------------------- | -------------------------- | -------------------------- | -------------------------- | -------------------------- | -------------------------- | ----------------- | ----------------- | ----------------- | ----------------- | ----------------- |
| BDO-Major-Turniere                |                            |                            |                            |                            |                            |                            |                            |                            |                   |                   |                   |                   |                   |
| Weltmeisterschaft                 | n/q                        | n/q                        | 1R                         | HF                         | S                          | AF                         | AF                         | 1R                         | n/q               | n/t               | n/t               | Verband insolvent | Verband insolvent |
| World Masters                     | F                          | AF                         | 2R                         | VF                         | 1R                         | S                          | 1R                         | 1R                         | n/t               | VR                | n/t               | Verband insolvent | Verband insolvent |
| WDF-Platin-/Major-Turniere        |                            |                            |                            |                            |                            |                            |                            |                            |                   |                   |                   |                   |                   |
| European Masters                  | n/a                        | n/a                        | VF                         | nicht ausgetragen          | nicht ausgetragen          | nicht ausgetragen          | nicht ausgetragen          | nicht ausgetragen          | nicht ausgetragen | nicht ausgetragen | nicht ausgetragen | nicht ausgetragen | nicht ausgetragen |
| WDF World Cup                     | n/t                        | n/a                        | 2R                         | n/a                        | n/t                        | n/a                        | n/t                        | n/a                        | n/t               | n/t               | n/t               | n/a               | n/t               |
| WDF Europe Cup                    | n/a                        | 3R                         | n/a                        | AF                         | n/a                        | VF                         | n/a                        | n/t                        | n/t               | n/a               | n/t               | n/t               | n/a               |
| Finder Masters                    | n/a                        | n/a                        | unbekannt                  | unbekannt                  | nicht ausgetragen          | nicht ausgetragen          | nicht ausgetragen          | VF                         | n/t               | n/t               | n/t               | n/a               | n/a               |
| WSD-Majorturniere (Senioren-Tour) |                            |                            |                            |                            |                            |                            |                            |                            |                   |                   |                   |                   |                   |
| Weltmeisterschaft                 | nicht ausgetragen          | nicht ausgetragen          | nicht ausgetragen          | nicht ausgetragen          | nicht ausgetragen          | nicht ausgetragen          | nicht ausgetragen          | nicht ausgetragen          | nicht ausgetragen | nicht ausgetragen | nicht ausgetragen | 1R                | 1R                |
| World Masters                     | nicht ausgetragen          | nicht ausgetragen          | nicht ausgetragen          | nicht ausgetragen          | nicht ausgetragen          | nicht ausgetragen          | nicht ausgetragen          | nicht ausgetragen          | nicht ausgetragen | nicht ausgetragen | nicht ausgetragen | VF                | n/t               |
| Karrierestatistiken               |                            |                            |                            |                            |                            |                            |                            |                            |                   |                   |                   |                   |                   |
| Jahresendplatzierung              | unbekannt                  | unbekannt                  | unbekannt                  | unbekannt                  | 8                          | ?                          | 7                          | ?                          | –                 | ?                 | –                 | unbekannt         | unbekannt         |
| Verband                           | British Darts Organisation | British Darts Organisation | British Darts Organisation | British Darts Organisation | British Darts Organisation | British Darts Organisation | British Darts Organisation | British Darts Organisation | –                 | BDO               | PDC               | WSD               | WSD               |

| Legende zu den Turnierergebnissen | Legende zu den Turnierergebnissen | Legende zu den Turnierergebnissen | Legende zu den Turnierergebnissen | Legende zu den Turnierergebnissen | Legende zu den Turnierergebnissen | Legende zu den Turnierergebnissen | Legende zu den Turnierergebnissen | Legende zu den Turnierergebnissen | Legende zu den Turnierergebnissen |
| --------------------------------- | --------------------------------- | --------------------------------- | --------------------------------- | --------------------------------- | --------------------------------- | --------------------------------- | --------------------------------- | --------------------------------- | --------------------------------- |
| n/t                               | nicht teilgenommen                | n/q                               | nicht qualifiziert                | n/a                               | nicht ausgetragen                 | #R                                | Aus in jeweiliger Runde           | GP                                | Aus in der Gruppenphase           |
| AF                                | Achtelfinalist                    | VF                                | Viertelfinalist                   | HF                                | Halbfinalist                      | F                                 | Turnierfinalist                   | S                                 | Turniersieger                     |

## Titel

### BDO
- Majors
  - Weltmeisterschaft: (1) 1997
  - World Masters: (1) 1998

### Andere
- Mill Rythe Darts Festival: 1993
- Hamphire Open: 2004
- Cosham Xmas Open: 2012